# شاعر العراقية
شاعر العراقية برنامج تلفزيوني متخصص في مسابقة الشعر الشعبي، من إنتاج شبكة الإعلام العراقي ويعرض على قناة العراقية. لجنة تحكيم البرنامج مكونة من الشاعر محمد المحاويلي، الشاعر ضياء الميالي، والفنان كاظم القريشي، والأديبة عالية طالب. ويقدم البرنامج عماد مكي وشهد الشمري.